# Lins Imperial
Sociedade Recreativa Escola de Samba Lins Imperial (ou simplesmente Lins Imperial) é uma escola de samba brasileira da cidade do Rio de Janeiro, sediada na Rua Lins de Vasconcelos, no bairro de mesmo nome.
Sua santa padroeira é Nossa Senhora da Guia.

## História
A Lins Imperial nasceu da fusão das escolas de samba Filhos do Deserto, fundada em 1933, e Flor do Lins, fundada em 1946, ambas existentes na Cachoeira, no bairro do Lins de Vasconcelos. As cores das duas escolas eram verde e rosa, por isso persistiram.
Em 1975, a Lins Imperial conquistou o título do Grupo 2 com o enredo "Dona Flor e seus dois maridos", adquirindo assim o direito de subir ao Grupo Principal.
Em 1976, desfilando entre as grandes Escolas do Rio de Janeiro a Lins não se fez feliz e com o enredo Folia de Reis retornando para o Grupo de acesso. Voltaria ao Grupo Principal somente em 1990 quando desfilou em homenagem a Madame Satã e terminou com a décima quarta colocação. Em 1991 apresenta o enredo Chico Mendes, o arauto da Natureza. Apesar do bom desfile, a escola repete o décimo quarto lugar, mas não consegue permanecer entre as grandes, sendo rebaixada para o Grupo 1.
Depois da queda, a Lins Imperial não voltou mais ao Grupo Especial e entrou em uma grave crise financeira, sempre apresentando o seu carnaval com grandes dificuldades.
Em 1997, a Escola consegue o título do Grupo B com o enredo "Tudo é Brasil". Porém em 1998, a Escola em homenagem a Búzios não se apresenta bem e retorna ao Grupo de Acesso B, aonde ficou até o ano de 2003.
Em 2003, foi campeã do grupo de Acesso B com o enredo em homenagem a Aroldo Melodia, subindo para o grupo A. Em 2005, a escola voltou ao Grupo B, só retornando ao Grupo A em 2008, após obter em 2007 o campeonato do grupo, com a reedição do enredo "Chico Mendes, o Arauto da Natureza".
Para o carnaval de 2008, onde apresentou um enredo temático dos 200 anos da chegada da Família Real Portuguesa ao Brasil, denominado Apresento-Lhes com Louvor, Meu Pai Querido, Dom João VI, a Lins foi rebaixada para o Grupo de acesso B, após ter problema numa das alegorias da escola, o que atrapalhou o seu tempo de desfile.
Para o carnaval de 2009, a escola trouxe como intérprete Marcelinho, vindo da Vizinha Faladeira, e teve como enredo Lapa: estrela da vida inteira, de autoria de uma comissão de carnaval formada por Flávio Mello, Rogério Rodrigues, Ronaldo Abrahão, Mariana Cardeal e Maria da Glória. Acabou ficando na 8° colocação geral com 238.1 pontos, permanecendo no mesmo grupo para 2010.
Para o carnaval 2010, a escola optou em reeditar o enredo Folia de Reis, samba com o qual a escola apresentou em 1976, quando estava no Grupo Especial, que será desenvolvido pelo carnavalesco Jorge Caribé. Acabou ficando na 8° colocação geral, permanecendo no mesmo grupo.
Para 2011, houve uma eleição onde foi aclamado presidente Amendoim do Samba. que mudou o carnavalesco, trazendo Alex de Oliveira e Lane Santana, pouco tempo depois Com a saída de Lane. Alex de Oliveira assumiu sozinho e meses depois, saiu em comum acordo com a escola, retornando Eduardo Minucci como carnavalesco.
Para 2012, após ser rebaixado para o grupo C, a escola escolheu como carnavalesco Wenderson Silva, mas mudou de ideia e trouxe André Marins que teve passagens pela Ilha e Santa Cruz. mesmo assim foi rebaixada novamente para o grupo de acesso D, em 2013. Em 2013 a escola sofreu um novo descenso e por isso caiu para o quinta divisão, após terminar na 10°posição..
Em 2020, num desfile arrebatador sobre a sambista Pinah, em que marcou mais um retorno do carnavalesco Eduardo Minucci, agora dividindo os trabalhos com Raí Menezes, sagrou-se campeã do Grupo Especial da Intendente Magalhães e garantiu seu retorno ao Sambódromo após nove anos.
Para o carnaval de 2021, a Lins mantém sua equipe e conta com o reforço do intérprete Lucas Donato, que dividirá o comando do carro de som com Rafael Tinguinha, que está na escola desde 2017. Posteriormente, anunciou como enredo "Mussum Pra Sempris – Traga o mé que hoje com a Lins vai ter muito samba no pé!", homenageando o sambista e humorista Mussum. Com o cancelamento dos desfiles de 2021 em virtude da pandemia de Covid-19, o enredo foi remanejado para o carnaval de 2022 e o carnavalesco Eduardo Gonçalves assumiu o projeto ao lado de Raí Menezes. Abrindo o segundo dia de desfiles da Série Ouro, no dia 21 de abril, a Lins fez uma apresentação correta e saiu da apuração com o 12° lugar.
Para o carnaval de 2023, a Lins mantém toda sua equipe e anuncia como enredo "Madame Satã: Resistir Para Existir", uma releitura do tema apresentado pela escola em 1990 sobre Madame Satã, um dos personagens mais representativos da vida noturna da Lapa no século XX. Com um desfile prejudicado pela quebra de uma de suas alegorias, que não conseguiu entrar no desfile, a escola terminou na décima quarta colocação, sendo rebaixada para a Série Prata.

## Segmentos

### Presidentes
| Nome                                | Mandato         | Ref.   |
| ----------------------------------- | --------------- | ------ |
| Cristiano Costa "Amendoim do Samba" | 2010-2011       | [ 13 ] |
| Cláudio Lúcio da Silva (Kaká)       | 2012-2013       | [ 13 ] |
| João Banana                         | 2013-2015       | [ 14 ] |
| Jorge Torresmo                      | 2015-2018       | [ 14 ] |
| Flávio Mello                        | 2018-atualidade | [ 6 ]  |

### Presidentes de Honra
| Nome                      | Mandato   | Ref.          |
| ------------------------- | --------- | ------------- |
| João Banana (in memorian) | 2015-2020 | [ 14 ] [ 15 ] |

### Diretores
| Ano       | Direção de Carnaval                                                          | Direção de Harmonia                        | Mestre de Bateria                | Ref.   |
| --------- | ---------------------------------------------------------------------------- | ------------------------------------------ | -------------------------------- | ------ |
| 2015      | Renatinho Harmonia e Paulinho do Lins                                        | Renatinho Harmonia e Paulinho do Lins      | Adílio Cunha                     | [ 16 ] |
| 2016      | Flávio Melo                                                                  | Renatinho Harmonia                         | Adílio Cunha                     |        |
| 2019      | Ari da Silva Jacqueline Nascimento André Jalles Carlos Jorge Carlos Henrique | Carlson Renato André Guedes Guilherme Maia | Adílio Cunha                     |        |
| 2020      | Leandro Lima e Ronaldo Abrahão                                               | Carlson Renato Ribeiro "Renatinho"         | Adílio Cunha e Jorginho Imperial | [ 6 ]  |
| 2021-2022 | Ronaldo Abrahão e Alessa Lima                                                | Carlson Renato ( Renatinho)                | Mestre Átila                     |        |
| 2023      | Marcos Alexandre e Cosme Marcio                                              | Carlson Renato (Renatinho)                 | Mestre Átila                     |        |

### Intérpretes
| Período   | Intérprete oficial              | Referências |
| --------- | ------------------------------- | ----------- |
| 1964–1975 | Tibúrcio                        | [ 17 ]      |
| 1976      | Abílio Martins                  | [ 18 ]      |
| 1977–1978 | Tibúrcio                        | [ 17 ]      |
| 1979      | Carlinhos de Pilares            | [ 19 ]      |
| 1980      | Fernando da Lins                | [ 17 ]      |
| 1981      | Tibúrcio                        |             |
| 1982–1983 | Fernando da Lins                | [ 17 ]      |
| 1984      | Nadinho da Ilha                 | [ 20 ]      |
| 1985      | Rico Medeiros                   | [ 21 ]      |
| 1986–1989 | Celino Dias                     | [ 22 ]      |
| 1990      | Jovaci                          |             |
| 1991      | Celino Dias                     |             |
| 1992      | Ailton Melodia                  |             |
| 1993–1994 | Celino Dias                     | [ 22 ]      |
| 1995      | Tiãozinho Cruz                  | [ 23 ]      |
| 1996–1999 | Edmilson Villas                 | [ 24 ]      |
| 2000      | Anderson Paz                    | [ 25 ]      |
| 2001      | Edmilson Villas                 | [ 24 ]      |
| 2002      | Carlinhos de Pilares            | [ 19 ]      |
| 2003      | Edmilson Villas                 | [ 24 ]      |
| 2004      | Clóvis Pê                       | [ 26 ]      |
| 2005–2006 | Waldir Imperial                 |             |
| 2007–2008 | Celino Dias                     | [ 22 ]      |
| 2009      | Marcelinho da Vizinha           | [ 27 ]      |
| 2010      | Ricardo 10                      |             |
| 2011      | Leandro Alegria                 |             |
| 2012–2013 | Carlos Junior                   |             |
| 2014–2016 | Tuil Pontes                     |             |
| 2017      | Tuil Pontes e Rafael Tinguinha  | [ 28 ]      |
| 2018-2020 | Rafael Tinguinha                | [ 6 ]       |
| 2022-2023 | Rafael Tinguinha e Lucas Donato | [ 6 ]       |
| 2024-     | Rafael Tinguinha                |             |

### Casal de Mestre-sala e Porta-bandeira
| Ano           | Nome                                 | Ref.   |
| ------------- | ------------------------------------ | ------ |
| 2012          | Douglas e Klenia                     | [ 29 ] |
| 2015-2016     | Cristiano Lopes e Marluce Melo       | [ 30 ] |
| 2017-2019     | Matheus Machado e Manoela Cardoso    |        |
| 2020          | Weslen Santos e Manoela Cardoso      | [ 6 ]  |
| 2022-presente | Jackson Senhorinho e Manoela Cardoso | [ 31 ] |

### Corte de Bateria
| Período   | Rainha              | Madrinha           | Princesa       | Rei          | Ref.          |
| --------- | ------------------- | ------------------ | -------------- | ------------ | ------------- |
| 2007      | Santila Santos      |                    |                |              |               |
| 2008      | Tina Bombom         |                    |                |              |               |
| 2009      | Renata Frisson      |                    |                |              | [ 32 ]        |
| 2010      | Renata Santos       |                    |                |              |               |
| 2011      | Renata Frisson      |                    |                |              |               |
| 2012      | Tina Bombom         |                    | Karina Ferrari |              | [ 33 ]        |
| 2013      | Syssa Lopes         |                    |                |              |               |
| 2014      | Larissa Reis        |                    |                |              |               |
| 2015-2016 | Larissa Reis        | Cristina Fernandes |                |              | [ 34 ]        |
| 2017      | Danie Mendes        | Cristina Fernandes |                |              |               |
| 2018      | Fernanda Florentino |                    |                |              | [ 35 ]        |
| 2019      | Erika Torres        | Renata Calixto     |                |              | [ 36 ]        |
| 2020      | Danny Foxx          |                    |                |              | [ 6 ] [ 37 ]  |
| 2021-2022 | Danny Foxx          | Bianca Ramos       |                | John Avelino | [ 38 ] [ 39 ] |
| 2023      | Katarina Harmony    |                    |                |              |               |

### Coreógrafos
| Ano       | Nome                                 | Ref.   |
| --------- | ------------------------------------ | ------ |
| 1996      | Argentina Caetano e Júlio Nascimento |        |
| 1997      | Argentina Caetano                    |        |
| 2002      | Célio Santos e Reinaldo              |        |
| 2003      | Leonardo Leonel                      |        |
| 2005      | Amanda Albuquerque                   |        |
| 2006      | Cláudio Massena                      |        |
| 2007-2008 | Renata Monnier                       |        |
| 2009-2010 | Adilson Lourenço                     |        |
| 2011      | Mônica Victorino e Flávia Alves      |        |
| 2012-2013 | Fausto Lobo                          |        |
| 2014-2015 | Carlos Bolacha                       | [ 16 ] |
| 2016-2019 | Luiz Carlos e Natasha Lima           |        |
| 2020-2025 | Carlos Bolacha                       | [ 6 ]  |

## Carnavais
| Lins Imperial | Lins Imperial | Lins Imperial | Lins Imperial | Lins Imperial | Lins Imperial           |
| Ano | Colocação | Divisão | Enredo | Carnavalesco | Ref.                    |
| --- | --- | --- | --- | --- | ----------------------- |
| 1964 | 9.º Lugar | Grupo 2 | O sonho das esmeraldas | | [ 17 ] [ 40 ]           |
| 1965 | 6.º Lugar | Grupo 2 | Rio através da História | | [ 17 ] [ 41 ]           |
| 1966 | 8.º Lugar | Grupo 2 | Chiquinha Gonzaga e sua época | | [ 17 ]                  |
| 1967 | 10.º Lugar | Grupo 2 | A Condessa de Barral | | [ 17 ]                  |
| 1968 | 10.º Lugar | Grupo 2 | Entradas e bandeiras | | [ 17 ]                  |
| 1969 | 6.º Lugar | Grupo 2 | Imperatriz das rosas | | [ 17 ] [ 42 ]           |
| 1970 | 4.º Lugar | Grupo 2 | Memórias da Rua do Ouvidor Ala dos Compositores. | Carlos Carvalho e José Félix                                                                                           | [ 17 ] [ 43 ]           |
| 1971 | 3.º Lugar | Grupo 2 | Casa-grande e senzala | José Félix | [ 17 ] [ 44 ]           |
| 1972 | 4.º Lugar | Grupo 2 | Festa da independência | José Félix | [ 17 ] [ 45 ]           |
| 1973 | 3.º Lugar | Grupo 2 | Bahia de Jorge Amado | José Félix | [ 46 ] [ 47 ]           |
| 1974 | 6.º Lugar | Grupo 2 | Cobra Norato | José Félix | [ 48 ] [ 49 ]           |
| 1975 | Campeã | Grupo 2 | Dona Flor e seus dois maridos | José Félix | [ 17 ] [ 50 ]           |
| 1976 | 11.º Lugar (Rebaixada)                                                                                                 | Grupo 1 | Folia de Reis (Samba-enredo composto por Agnelo Campos e Efe Alves) | Carlos Carvalho | [ 51 ] [ 52 ]           |
| 1977 | 3.º Lugar | Grupo 2 | Cruz credo, eta diabo | Carlos Carvalho | [ 17 ]                  |
| 1978 | 8.º Lugar | Grupo 2 | Viagem encantada do tio Benjamim do Vale da Esperança | José Félix | [ 17 ]                  |
| 1979 | Vice-campeã | Grupo 2A (segunda divisão)                                                                                             | A guerra do Reino Divino | José Félix | [ 53 ] [ 54 ]           |
| 1980 | 3.º Lugar | Grupo 1B (terceira divisão)                                                                                            | Guarda velha, velha guarda | José Félix | [ 17 ]                  |
| 1981 | 4.º Lugar | Grupo 1B (terceira divisão)                                                                                            | Meu padim, padre Cisso | José Félix | [ 55 ] [ 56 ]           |
| 1982 | 7.º Lugar | Grupo 1B (terceira divisão)                                                                                            | Clementina, uma rainha negra | José Félix | [ 17 ] [ 57 ]           |
| 1983 | 7.º Lugar | Grupo 1B (terceira divisão)                                                                                            | Glauber Presente | José Félix | [ 17 ] [ 58 ]           |
| 1984 | 9.º Lugar | Grupo 1B (terceira divisão)                                                                                            | Só vale quem tem dinheiro | Poty e René Amaral | [ 59 ] [ 60 ]           |
| 1985 | 9.º Lugar (Rebaixada)                                                                                                  | Grupo 1B (terceira divisão)                                                                                            | Feliz por um dia | Poty e René Amaral | [ 17 ] [ 61 ]           |
| 1986 | Vice-campeã | Grupo 2A (segunda divisão)                                                                                             | Por um lugar ao sol | Jerônimo Guimarães e Geraldo Luiz                                                                                      | [ 17 ] [ 62 ]           |
| 1987 | 8.º Lugar | Grupo 2 (segunda divisão)                                                                                              | Tenda dos milagres | Jerônimo Guimarães e Geraldo Luiz                                                                                      | [ 17 ] [ 63 ]           |
| 1988 | 7.º Lugar | Grupo 2 (segunda divisão)                                                                                              | Primavera, é tempo de saudade, tributo a Zinco e Caxambu | Manoel Júnior e Moisés Silva                                                                                           | [ 17 ] [ 64 ]           |
| 1989 | Vice-campeã | Grupo 2 (segunda divisão)                                                                                              | Gênios da Ilusão | Jerônimo Guimarães e Solange Almeida                                                                                   | [ 17 ] [ 65 ]           |
| 1990 | 14.º Lugar | Grupo Especial (primeira divisão)                                                                                      | Madame Satã | Sérgio Faria | [ 17 ] [ 66 ]           |
| 1991 | 14.º Lugar (Rebaixada)                                                                                                 | Grupo Especial (primeira divisão)                                                                                      | Chico Mendes, o arauto da natureza | Comissão de Carnaval (Ricardo Ferrador, Paulo Costa e Solange Almeida)                                                 | [ 67 ] [ 68 ]           |
| 1992 | 11.º Lugar | Grupo A (segunda divisão)                                                                                              | Eco Rio-92 | Orlando Júnior | [ 69 ] [ 70 ]           |
| 1993 | 9.º Lugar | Grupo A (segunda divisão)                                                                                              | O mundo encantado de Beto Carreiro | Jerônimo Guimarães | [ 17 ] [ 71 ]           |
| 1994 | 13.º Lugar | Grupo A (segunda divisão)                                                                                              | Magos da oitava maravilha | Orlando Júnior | [ 17 ] [ 72 ]           |
| 1995 | 15.º Lugar (Rebaixada)                                                                                                 | Grupo A (segunda divisão)                                                                                              | Estrela imperial em verde e rosa | Orlando Júnior | [ 17 ] [ 73 ]           |
| 1996 | 7.º Lugar | Grupo B (terceira divisão)                                                                                             | Méier, ponto de encontro de cantos e encantos | Eduardo Minucci | [ 17 ] [ 74 ]           |
| 1997 | Campeã | Grupo B (terceira divisão)                                                                                             | Tudo isso é Brasil | Eduardo Minucci | [ 17 ] [ 75 ]           |
| 1998 | 10.º Lugar (Rebaixada)                                                                                                 | Grupo A (segunda divisão)                                                                                              | Búzios, paraíso da humanidade | Eduardo Minucci | [ 17 ] [ 76 ]           |
| 1999 | 5.º Lugar | Grupo B (terceira divisão)                                                                                             | As quatro damas negras: Ruth de Souza - Léa Garcia - Xica Xavier - Zezé Motta | Flávio Rodrigues | [ 17 ] [ 77 ]           |
| 2000 | 6.º Lugar | Grupo B (terceira divisão)                                                                                             | No ano 2000, o Rei Gongá é a cultura nos 500 anos do Brasil | Jorge Caribé | [ 78 ] [ 79 ]           |
| 2001 | 5.º Lugar | Grupo B (terceira divisão)                                                                                             | O canto da Guerreira | Jorge Caribé | [ 80 ] [ 81 ]           |
| 2002 | 7.º Lugar | Grupo B (terceira divisão)                                                                                             | Os Cucumbis: a trajetória do samba | Jorge Caribé | [ 82 ] [ 83 ]           |
| 2003 | Campeã | Grupo B (terceira divisão)                                                                                             | Segura a Marimba! Aroldo Melodia vem aí | Jorge Caribé | [ 84 ] [ 85 ]           |
| 2004 | 12.º Lugar (Rebaixada)                                                                                                 | Grupo A (segunda divisão)                                                                                              | 75 anos de Mangueira - É bom se segurar, que a poeira vai subir | Jorge Caribé | [ 86 ] [ 87 ]           |
| 2005 | 4.º Lugar | Grupo B (terceira divisão)                                                                                             | O bêbado e a equilibrista... O show tem que continuar | Eduardo Gonçalves | [ 88 ] [ 89 ]           |
| 2006 | 7.º Lugar | Grupo B (terceira divisão)                                                                                             | Arraial do Pavulagem | Eduardo Gonçalves | [ 90 ] [ 91 ]           |
| 2007 | Campeã | Grupo B (terceira divisão)                                                                                             | Chico Mendes, o arauto da natureza (Reedição do enredo de 1991) | Eduardo Gonçalves | [ 92 ] [ 93 ]           |
| 2008 | 10.º Lugar (Rebaixada)                                                                                                 | Grupo A (segunda divisão)                                                                                              | Apresento-lhes com louvor, meu pai querido, Dom João VI | Eduardo Gonçalves | [ 94 ] [ 95 ]           |
| 2009 | 8.º Lugar | Grupo RJ-1 (terceira divisão)                                                                                          | Lapa: estrela da vida inteira | Comissão de Carnaval (Flávio Mello, Ronaldo Abrahão, Rogério Rodrigues e Mariana Cardeal)                              | [ 96 ] [ 97 ]           |
| 2010 | 8.º Lugar | Grupo RJ-1 (terceira divisão)                                                                                          | Folia de Reis (Reedição do enredo de 1976) | Jorge Caribé | [ 98 ] [ 99 ]           |
| 2011 | 12.º Lugar (Rebaixada)                                                                                                 | Grupo B (terceira divisão)                                                                                             | Um lugar chamada favela (Samba-enredo composto por João Banana, Charles Braga, Torres de Pilares, Tião Pinheiro, Iuri Cruz e Wallace) | Eduardo Minucci | [ 100 ] [ 101 ]         |
| 2012 | 14.º Lugar | Grupo C (quarta divisão)                                                                                               | Somos parte da Terra… Assim como ela faz parte de nós (Samba-enredo composto por Carlos Júnior, Clayde Datena, Tuil Pontes e Lima da Lins) | André Marins | [ 102 ] [ 103 ]         |
| 2013 | 10.º Lugar (Rebaixada)                                                                                                 | Grupo C (quarta divisão)                                                                                               | Por um lugar ao sol (Reedição 1986) | Eduardo Pinho | [ 104 ] [ 105 ]         |
| 2014 | Vice-campeã | Grupo D (quinta divisão)                                                                                               | Tenha fé! | Luiz Di Paulanis | [ 106 ]                 |
| 2015 | 3.º Lugar | Série C (quarta divisão)                                                                                               | Do Brasil para o mundo, nosso axé: Erva Guiné!!! | Luiz di Paulanis | [ 107 ]                 |
| 2016 | 7.º Lugar | Série C (quarta divisão)                                                                                               | Tudo isso é Brasil! (Reedição do enredo de 1997) | Luiz di Paulanis | [ 108 ]                 |
| 2017 | Vice-campeã | Série C (quarta divisão)                                                                                               | O Monarco do samba | Comissão de Carnaval (Eduardo Minucci, Thiago Ribeiro e Flavio Mello)                                                  |                         |
| 2018 | 6.º Lugar | Série B (terceira divisão)                                                                                             | Zicartola | Tiago Ribeiro e Claudio Fontes                                                                                         | [ 109 ]                 |
| 2019 | 6.º Lugar | Série B (terceira divisão)                                                                                             | Malandro é malandro, Bezerra é da Silva | Guto Carrilho | [ 110 ]                 |
| 2020 | Campeã | Especial da Intendente (terceira divisão)                                                                              | Pinah, a Soberana Compositores:Diego Nicolau, Braguinha, Naldo da Lins, Tinguinha, Mateus Pranto, Carlinhos Bocão, Helcio Colored, Márcio Oliveira, Prof. Sônia Pedro, Danilo Garcia, Pezão, Gigi da Estiva, Marquinho Mola e Fumaça                                                          | Eduardo Minnuci e Raí Menezes                                                                                          | [ 6 ] [ 11 ] [ 111 ]    |
| Inicialmente adiados para o mês de julho, os desfiles do Carnaval 2021 foram cancelados devido a pandemia de Covid-19. | Inicialmente adiados para o mês de julho, os desfiles do Carnaval 2021 foram cancelados devido a pandemia de Covid-19. | Inicialmente adiados para o mês de julho, os desfiles do Carnaval 2021 foram cancelados devido a pandemia de Covid-19. | Inicialmente adiados para o mês de julho, os desfiles do Carnaval 2021 foram cancelados devido a pandemia de Covid-19. | Inicialmente adiados para o mês de julho, os desfiles do Carnaval 2021 foram cancelados devido a pandemia de Covid-19. | [ 112 ]                 |
| 2022 | 12.º Lugar | Série Ouro (segunda divisão)                                                                                           | Mussum pra sempris – traga o mé que hoje com a Lins vai ter muito samba no pé! Compositores: Arlindinho Cruz, Mateus Pranto, Braguinha, Rafael Tinguinha, Lucas Donato, Naldo do Lins, Pezão, Carlinhos Bocão, Marquinhos Mola, Hélcio Colored, Genésio, Antônio da Conceição e Samuel Gasman | Raí Menezes e Eduardo Gonçalves                                                                                        | [ 113 ] [ 114 ] [ 115 ] |
| 2023 | 14.º Lugar (Rebaixada)                                                                                                 | Série Ouro (segunda divisão)                                                                                           | Madame Satã: Resistir Para Existir Compositores: Paulo César Feital, Cláudio Russo, Pezão, Naldo, Kiko Vargues, Genésio, Jefferson Oliveira, Samuel Gasman e Matheus Pranto | Raí Menezes e Eduardo Gonçalves                                                                                        | [ 116 ]                 |
| 2024 | 15.º Lugar (Rebaixada)                                                                                                 | Série Prata (Sexta-feira) (terceira divisão)                                                                           | Jovelina, A Pérola Negra do Samba! Compositores: Jorginho Imperial, Pedro Vapor, Wallace Flabuçu, Bruno Rezende, Yanick Mazinni, Lucas Martins e Vitor Canavarro | Eduardo Gonçalves | [ 117 ]                 |
| 2025 | Vice-campeã | Série Bronze (Sexta-feira) (Quarta divisao)                                                                            | Galanga Muzinga – A saga de Chico Rei | André Marins e Agnaldo Corrêa                                                                                          |                         |
| 2026 | | Série Prata (terceira divisão)                                                                                         | Macacu - No caminho das águas cristalinas, reflete a alma da criação | Agnaldo Corrêa e Edcley Cunha                                                                                          |                         |

- Commons

## Títulos
| Títulos da Lins Imperial | Títulos da Lins Imperial | Títulos da Lins Imperial | Títulos da Lins Imperial | Títulos da Lins Imperial |
| ------------------------ | ------------------------ | ------------------------ | ------------------------ | ------------------------ |
| Divisão                  | Divisão                  | Títulos                  | Carnavais                | Referências              |
|                          | Segunda Divisão          | 1                        | 1975                     | [ 118 ]                  |
|                          | Terceira Divisão         | 4                        | 1997, 2003, 2007, 2020   | [ 119 ] [ 120 ] [ 121 ]  |

## Premiações
Prêmios recebidos pela SRES Lins Imperial.
| Ano  | Prêmio              | Categoria / premiados | Divisão        | Ref.    |
| ---- | ------------------- | --- | -------------- | ------- |
| 1980 | Estandarte de Ouro  | Samba-enredo do Grupo 1B (Atual Série A) ("Guarda velha, velha guarda" - Compositores: Guiné e Sargento)                                                    | Grupo 1B       | [ 122 ] |
| 1988 | Estandarte de Ouro  | Samba-enredo do Grupo 2 (Atual Série A) ("Primavera, é tempo de saudade, tributo a Zinco e Caxambu" - Compositores: Celso, Lima, Pezão, Ernandes e Marinho) | Grupo 2        | [ 122 ] |
| 1990 | Estandarte de Ouro  | Porta-bandeira (Regina) | Grupo Especial | [ 123 ] |
| 2000 | S@mba-Net           | Intérprete (Anderson Paz) | Grupo B        | [ 124 ] |
| 2001 | S@mba-Net           | Casal de Mestre-sala e Porta-bandeira (Igor Leal e Bárbara)                                                                                                 | Grupo B        | [ 125 ] |
| 2001 | S@mba-Net           | Ala das baianas | Grupo B        | [ 125 ] |
| 2002 | S@mba-Net           | Bateria (Diretor responsável: Mestre Luciano) | Grupo B        | [ 126 ] |
| 2002 | S@mba-Net           | Intérprete (Carlinhos de Pilares) | Grupo B        | [ 126 ] |
| 2003 | S@mba-Net           | Melhor desfile | Grupo B        | [ 127 ] |
| 2003 | S@mba-Net           | Bateria (Diretor responsável: Mestre Luciano) | Grupo B        | [ 127 ] |
| 2003 | S@mba-Net           | Conjunto alegórico | Grupo B        | [ 127 ] |
| 2004 | S@mba-Net           | Destaque de luxo (Flávio Melo) | Grupo A        | [ 128 ] |
| 2005 | S@mba-Net           | Enredo ("O bêbado e o equilibrista - O show tem que continuar...")                                                                                          | Grupo B        | [ 129 ] |
| 2005 | S@mba-Net           | Ala de passistas | Grupo B        | [ 129 ] |
| 2005 | S@mba-Net           | Destaque de luxo (Flávio Melo - Carro abre-alas) | Grupo B        | [ 129 ] |
| 2005 | Plumas & Paetês     | Destaque (Flávio Melo) | Grupo B        | [ 130 ] |
| 2005 | Troféu Jorge Lafond | Comissão de frente (Coreógrafa: Amanda Albuquerque) | Grupo B        | [ 131 ] |
| 2006 | S@mba-Net           | Destaque de luxo | Grupo B        | [ 132 ] |
| 2007 | Troféu Jorge Lafond | Melhor escola | Grupo B        | [ 133 ] |
| 2007 | Troféu Jorge Lafond | Velha guarda | Grupo B        | [ 133 ] |
| 2007 | Troféu Jorge Lafond | Destaque | Grupo B        | [ 133 ] |
| 2007 | S@mba-Net           | Enredo ("Chico Mendes, o arauto da natureza") | Grupo B        | [ 134 ] |
| 2007 | S@mba-Net           | Casal de Mestre-sala e Porta-bandeira (Wanderson e Jacqueline Gomes)                                                                                        | Grupo B        | [ 134 ] |
| 2007 | S@mba-Net           | Comissão de frente (Coreógrafa responsável: Renata Monnier)                                                                                                 | Grupo B        | [ 134 ] |
| 2007 | S@mba-Net           | Destaque de luxo (Ricardo Ferrador - Carro abre-alas - Fantasia: "Cacique Maior")                                                                           | Grupo B        | [ 134 ] |
| 2007 | Plumas & Paetês     | Revelação (Flávio Melo como diretor de carnaval) | Grupo B        | [ 135 ] |
| 2007 | Plumas & Paetês     | Destaque (Sidney Franco) | Grupo B        | [ 135 ] |
| 2007 | Troféu Parangolé    | Eduardo Gonçalves (Pelo grafismo nas alas dos índios, pelo uso das cores e pela ousadia e impacto visual da alegoria "Kararaô")                             | Grupo B        | [ 136 ] |
| 2008 | S@mba-Net           | Enredo ("Apresento-lhes com louvor, meu pai querido, Dom João VI")                                                                                          | Grupo A        | [ 137 ] |
| 2008 | Troféu Parangolé    | Carnavalesco Eduardo Gonçalves (Pela personalidade imaginativa e subversão na construção do enredo)                                                         | Grupo A        | [ 138 ] |
| 2010 | S@mba-Net           | Casal de Mestre-sala e Porta-bandeira (Cristiano e Manoela)                                                                                                 | Grupo B        | [ 139 ] |
| 2011 | Troféu Jorge Lafond | Casal de Mestre-sala e Porta-bandeira mirim | Grupo B        | [ 140 ] |
| 2015 | Plumas & Paetês     | Carnavalesco (Luiz di Paulanis) | Grupo C        | [ 141 ] |
| 2015 | Plumas & Paetês     | Coreógrafo (Laura Agnada) | Grupo C        | [ 141 ] |
| 2016 | Plumas & Paetês     | Coreógrafos (Luiz Carlos Nascimento e Natasha Lima) | Série C        | [ 142 ] |
| 2023 | Estandarte de Ouro  | Samba-Enredo da Série Ouro | Grupo B        | [ 143 ] |